# Giovannina Franchi
Giovannina Franchi fue una religiosa que vivió en Como (Italia) y fundó las Hermanas Hospitalarias de Nuestra Señora de los Dolores. Ha sido declarado venerable por el papa Benedicto XVI el 20 de diciembre de 2012. Un milagro obtenido por su intercesión fue reconocido por el papa Francisco el 9 de diciembre de 2013 por lo que se espera su pronta beatificación.

## Historia
Giovannina Franchi nació el 24 de junio de 1807 en Como (Italia). Su padre, Giuseppe Franchi, era un magistrado del tribunal de la ciudad y su madre era Giuseppina Maza.
Giovannina transcurrió su juventud en familia con sus hermanas y hermanos, y de 1814 a 1824 se formó en el Internado de San Carlos de las Hermanas Visitandinas de Como. Volvió a su familia a los 18 años y se dedicó a la enseñanza del catecismo y a las obras de caridad, mostrando gran atención por las necesidades del prójimo.
Impulsado por su director espiritual, Giovanni Crotti, en 1853 comenzó su camino de total dedicación a los hermanos sufrientes. Se despojó de sus riquezas poniéndolas a disposición de los necesitados y abrió con tres compañeras Enfermeras de Caridad, la primera Casa de acogida para enfermos, prestando asistencia a domicilio para quienes "no podían ser acogidos en el hospital de la ciudad".
Se dirigió a los barrios más perjudicados de Como para llevar ayuda a los enfermos en sus casas, afrontando todas las dificultades. La Madre Giovannina Franchi, que visitó de primera el hábito religioso, encomendó a la protección de la Virgen Dolorosa la Pía Unión de las Hermanas Enfermeras que se dedican al cuidado físico y moral de los enfermos: es con este espíritu que son acogidos y asistidos enfermos, pobres, ancianos, personas solas y sin techo.
Para Madre Giovannina la Casa de las Hermanas Hospitalarias debía ser una familia serena y acogedora, llena de comprensión y afecto, "una copia de la casa de Marta y de Magdalena, las hermanas de Lázaro". Más todavía, Madre Giovannina sostenía que la caridad al prójimo debía ser "un amor universal, que abraza a todos en el Señor y no excluye a nadie".
Después de haber dedicado enteramente su vida a la ayuda a los necesitados, enferma de peste por contagio en el cuidado de los enfermos, Giovannina Franchi fallece el 23 de febrero de 1872. En el anuncio de las hermanas por su muerte se lee: "Hoy 23 de febrero cae una semilla que era el sostén de todas nosotras y de todos los pobres de la Ciudad.
El 20 de diciembre de 2012, el papa Benedicto XVI publicó un decreto reconociendo sus virtudes heroicas y dándole el título de Venerable.
El 9 de diciembre de 2013, el papa Francisco publicó un decreto reconociendo un milagro recibido a través de la intercesión de la venerable Giovannina, abriendo la puerta a su beatificación.